# Ocotlán
Ocotlán é uma cidade localizada no oeste do México, em Jalisco. Está situada a nordeste do lago de Chapala, na confluência dos rios Atotonilco e Santiago.
É a mais importante das povoações ribeirinhas do lago de Chapala e o centro comercial e industrial dos produtos agrícolas, avícolas e pesqueiros da região. 
Em 2005, o município possuía um total de 89.340 habitantes.

## Cidadãos ilustres
- Carlos Salcido, futebolista
- Jonny Magallón, futebolista